# Сигрид Шведская
Сигрид Шведская (15 октября 1566 — 1633) — принцесса Швеции, узаконенная дочь короля Эрика XIV от любовницы (позже жены) Катарины Монсдоттер.

## Жизнь

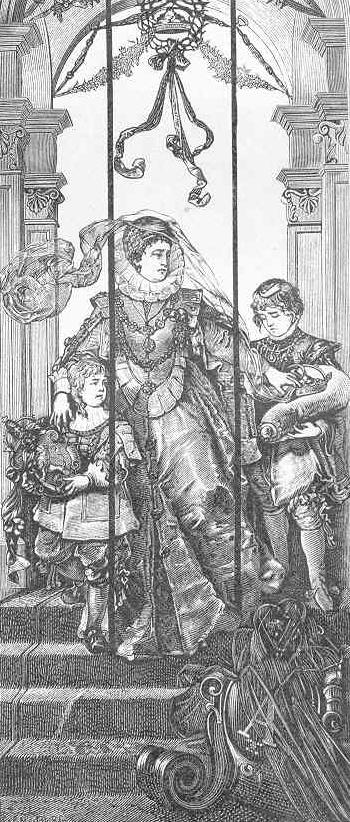
Владимир Сверчков. Карин Монсдоттер и её дети: Сигрид и Густав

Сигрид родилась в замке Свартсё в семье короля Швеции Эрика и Катарины Монсдоттер до их официальной свадьбы, но с самого начала к ней относились так, как будто она была законной. О ней заботилась Жанна де Гербовиль, жена французского иммигранта, дворянина-гугенота. Эрик XIV женился сочетался с Катариной морганатическим браком в 1567 году и официально в 1568 году, когда ей дали дворянство и короновали королевой. Сигрид присутствовала на свадьбе своей матери и на её коронации вместе со своим братом Густавом. Свадьба была уникальной; никогда раньше дети вступающих в королевский брак не присутствовали на церемонии. Присутствие детей было способом подчеркнуть их новый статус: они оба были официально признаны законными, а Сигрид и её брату были предоставлены все привилегии принцессы и принца.
В 1568 году её отец был свергнут, а его семья, включая Сигрид, была заключена с ними под домашний арест. Сигрид периодически разрешалось жить на попечении де Гербовиль и вдовствующей королевы Катрины Стенбок. В 1573 году её забрали у отца и вместе с матерью отвезли в замок Турку в Финляндии. В 1575 году её разлучили с братом, которого забрали из-поз опеки их матери. В 1577 году её отец умер, а Сигрид и её мать были освобождены и им было разрешено поселиться в Люксиальской усадьбе в Финляндии.
Её положение при дворе после свержения отца было несколько неясным, и она больше не имела титула королевской принцессы. Её титул звучал как «фрекен Сигрид Ваза, законная дочь короля Эрика», а не «принцесса». «Фрекен» до XIX века могли зваться только дворянки. Тем не менее, она была в хороших отношениях с семьёй своего отца. В 1582 году она стала фрейлиной своей двоюродной сестры, шведской принцессы Анны и отправилась с ней в Польшу, где присутствовала на коронации короля Сигизмунда II в 1587 году. Вскоре после этого в Польше она встретилась со своим братом Густавом. Никакой более поздней встречи между братом и сестрой в источниках не упоминается.
В 1587 году Сигрид получила право наследственного владения Люксиальской усадьбой. Неясно, означало ли это, что усадьба была теперь собственностью Сигрид, а не Катарины, но после этого Сигрид стала получать собственный доход от поместья. Сигрид была близка со своей матерью и часто навещала её в Финляндии. Неясно, как долго Сигрид оставалась при дворе Анны, но в 1596 году она снова жила в Финляндии. Анна дала ей разрешение на вступление в брак в 1597 году, что свидетельствует о том, что она по-прежнему формально была её фрейлиной. В 1599 году Сигрид последовала за своим супругом в изгнание в Ригу, когда он спасался бегством от Карла IX, поскольку был известным сторонником короля Сигизмунда. Овдовев в 1603 году, она вернулась в Финляндию. После второго брака в 1609 году Сигрид жила при шведском дворе, где её муж состоял на государственной должности. У неё время от времени возникали конфликты с Карлом IX по финансовым вопросам, и в таких случаях король называл её «бастардом», но ничто не указывает на то, что её каким-либо образом притесняли при дворе.

## Дети
Сигрид была замужем за двумя шведскими дворянами. В 1597 году Сигрид вышла замуж за Хенрика Классона Тотта (ок. 1552 — ок. 1603). У них было трое детей:
- Оке Хенрикссон Тотт (1598—1640)
- Анна Хенриксдоттер Тотт, умерла в младенчестве
- Эрик Хенрикссон Тотт (ум. 1621)

10 сентября 1609 года в Стокгольмском дворце она во второй раз вышла замуж за главу округа и судью национального совета Нильса Нильссона (1554—1613).